# Riproduttore di cassette

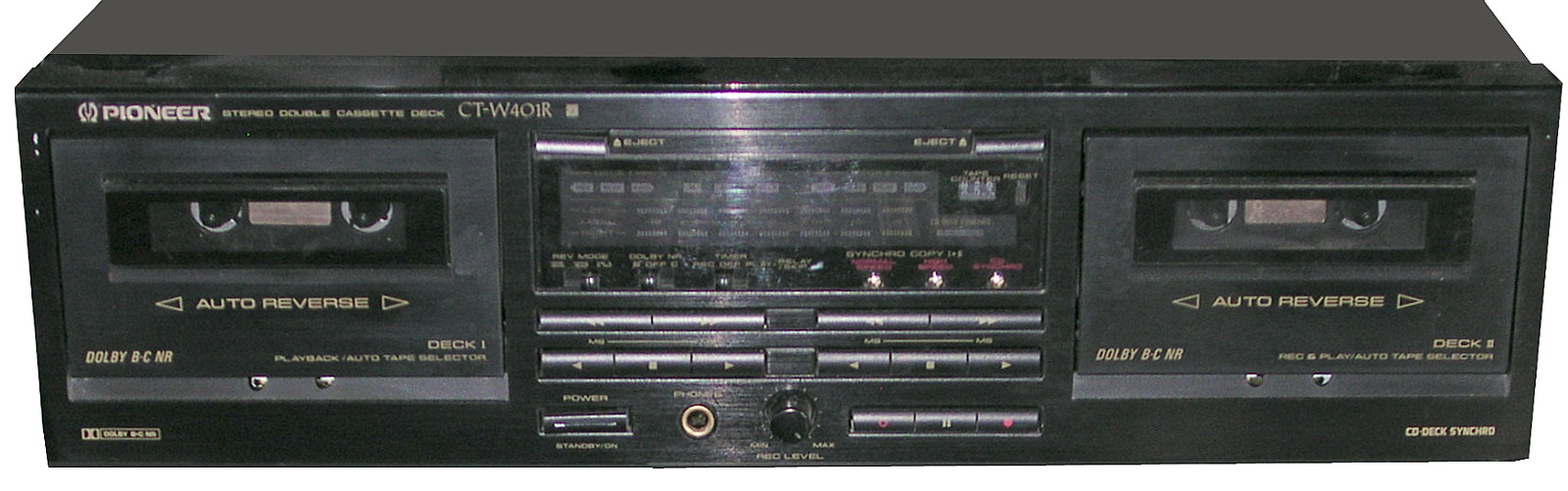
Un tipico riproduttore di cassette per l'uso domestico

Un riproduttore di cassette (o anche lettore di cassette, mangianastri, mangiacassette, piastra a cassette e registratore a cassette se dotato di funzione di registrazione), nell'ambito degli apparecchi Hi-Fi, è un tipo di registratore a nastro per la riproduzione e/o la registrazione delle musicassette.

## Storia

### I primi apparecchi
Il riproduttore di cassette è stato introdotto dalla Philips nel 1963 ed è stato lanciato sul mercato nel 1965 come dispositivo per dettatura vocale progettato per uso portatile. In origine non era stato progettato per essere un sostituto del magnetofono. La Philips decise di includere entrambe le bobine del nastro in una piccola cassetta, eliminando la necessità di arrotolare il nastro attraverso bobine singole, e facendo sparire in questo modo molti inconvenienti dovuti alla struttura delle bobine stesse. La larghezza del nastro è di 3,81 millimetri (nominalmente 1⁄8 di pollice) e la velocità di scorrimento del nastro è di 4,76 centimetri (1,875 pollici) al secondo; questo significa che la qualità del suono registrato era appropriata soltanto per la riproduzione/registrazione di voce e dettatura, con risposta alle alte frequenze inferiore a 10 kHz e alto livello di rumore.

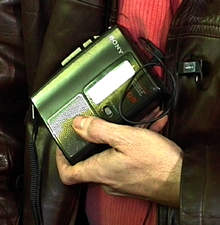
Il Walkman

I primi registratori erano dispositivi portatili a batteria con controllo automatico delle prestazioni, adatti per la dettatura e la registrazione, ma dalla metà degli anni settanta i riproduttori di cassette con controlli manuali (dei livelli di tono, bilanciamento, ecc.) e indicatori VU (Volume Unit) divennero un componente diffuso degli stereo ad alta fedeltà casalinghi. Alla fine questi apparecchi sostituirono i registratori a bobine, che non raggiunsero una elevata diffusione nelle abitazioni in quanto più ingombranti, costosi e soggetti a particolari accorgimenti nell'inserire e nel riavvolgere il nastro: una cassetta, infatti, può essere estratta in qualunque momento, indipendentemente dalla quantità del nastro che deve ancora scorrere ed essere ascoltata, mentre prima di estrarre una bobina occorre riavvolgere il nastro. Le cassette possono inoltre essere usate in automobile e per applicazioni personali portatili (p.es. walkman); spesso chi le utilizza registra sul nastro delle canzoni in maniera tale da ottenere un "nastro da viaggio".
Nel 1971 la Advent Corporation combinò il sistema di riduzione del rumore e fruscio di fondo del nastro Dolby B con il nastro al diossido di cromo (CrO2) per creare l'Advent Model 201, il primo riproduttore di cassette ad alta fedeltà. Il sistema Dolby B aumentò i livelli degli acuti rispetto al livello di rumore, e li ridusse rispetto alla riproduzione, mentre il CrO2 usava diverse impostazioni per la distorsione e l'equalizzazione per ottenere gli stessi risultati, oltre ad estendere, per la prima volta, la risposta in frequenza in un livello di alta fedeltà di 15 kHz.
Questo riproduttore era basato su un meccanismo di caricamento del nastro dall'alto creato dalla Wollensak, una divisione della 3M che si occupa di applicazioni audio/video; tale meccanismo prevedeva (insolitamente) un solo indicatore VU che poteva essere smistato su uno o su entrambi i canali audio, e delle leve di controllo simili a quelle presenti nei meccanismi a bobina.

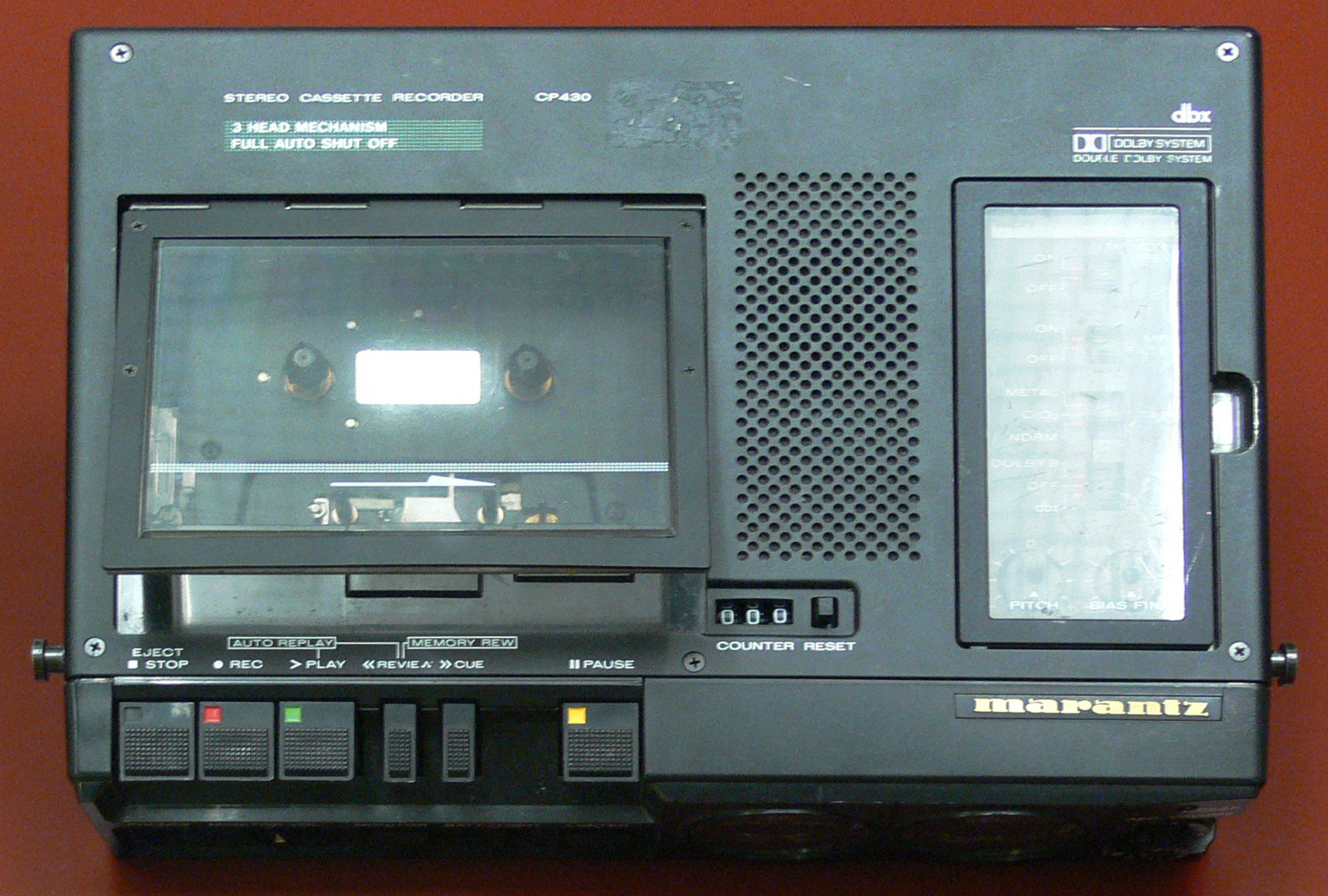
Un registratore prodotto da Marantz con caricamento dall'alto.

Molti produttori, inizialmente, adottarono un formato standard di caricamento dall'alto con controlli tramite pulsanti, doppi indicatori VU e controlli dello scivolamento. In seguito, verso la fine degli anni '70, prese piede lo standard ancora oggi diffuso, che prevede il caricamento del nastro sulla faccia anteriore, con il vano cassetta su un lato e gli indicatori VU sull'altro; successivamente furono introdotti formati con due vani per le cassette, con gli indicatori situati nel mezzo. I controlli meccanici furono sostituiti da pulsanti elettronici a solenoide, benché i modelli più economici mantenessero i controlli meccanici. Alcuni modelli più evoluti sono in grado di cercare e contare gli intervalli presenti tra una canzone e l'altra. I lettori di cassette introdussero l'attuale set di controlli (play, pause, stop, eject, forward, rewind e record) ed il "blocco" dei pulsanti di scorrimento veloce in avanti e all'indietro, di modo che se in precedenza per lo scorrimento veloce andava tenuto premuto il bottone apposito, ora è possibile schiacciare il bottone apposito una volta sola, e questo rimaneva abbassato fino a quando non veniva fermato.

### La diffusione
I riproduttori di cassette divennero presto di largo uso e ne furono progettate diverse versioni per applicazioni professionali, impianti casalinghi, e anche per l'uso in automobile, come registratore portatile. Dalla metà degli anni settanta alla fine degli anni novanta, il lettore di cassette fu lo strumento preferito per l'ascolto di musica in auto: la sensibilità al moto del veicolo era bassa come per i nastri dello Stereo-8, rispetto ai quali era stata ridotta la vibrazione del nastro; a vantaggio delle cassette giocavano inoltre altri fattori, come la ridotta dimensione e la possibilità di scorrimento veloce nelle due direzioni.

### Il miglioramento delle prestazioni
I riproduttori di cassette hanno raggiunto l'apice del loro rendimento a metà degli anni ottanta. I registratori delle ditte Nakamichi, Revox, e Tandberg includevano caratteristiche avanzate come le testine multinastro e la guida con due capstan, con motori separati per le bobine.
La tecnologia a tre testine usa testine separate per la registrazione e la riproduzione; grazie a questo meccanismo è possibile ascoltare ciò che intanto viene registrato sul nastro. Ciò era spesso possibile sui registratori a bobina, ma è più difficile per le cassette, che di per sé non forniscono aperture separate per le diverse testine dedicate alla registrazione e alla lettura, ma possiedono invece un design che prevede un'unica apertura centrale per la testina di registrazione/riproduzione, oltre a due aperture aggiuntive per la testina di cancellazione e per la guida del capstan. Alcuni modelli introdussero una testina di monitoraggio nell'area dedicata al capstan, mentre altri previdero sulla stessa testina spazi separati per la registrazione e la riproduzione.
Riproduttori comuni erano anche quelli venduti da Harman Kardon o da NAD e da ditte giapponesi come Aiwa, Akai, Denon, Pioneer, Sony, Teac, Technics e Yamaha, tutte in grado di offrire prodotti di alta qualità. Gli apparecchi migliori erano in grado di registrare e riprodurre l'intero spettro udibile dall'orecchio umano, da 20 Hz a 20 kHz, con vibrazione e distorsione inferiori allo 0,05% e livello di rumore molto basso.
Una registrazione dal vivo effettuata su cassetta poteva competere con il suono di un CD commerciale qualunque, sebbene la qualità delle cassette pre-registrate era generalmente inferiore rispetto a quella che poteva essere ottenuta da una registrazione casalinga di alta qualità. Le cassette rimangono popolari per le applicazioni audiovisive; alcuni registratori di CD includono un vano per le cassette per permettere di registrare su entrambi i formati l'audio di riunioni, sermoni e libri.
Il sistema di riduzione del rumore Dolby era la chiave per ottenere prestazioni con basso livello di rumore su nastri stretti e lenti; tale sistema funziona amplificando le alte frequenze in fase di registrazione per poi memorizzarle sul nastro così come sono state trasformate, abbassando inoltre la costante di rumore alle alte frequenze. Alcune versioni avanzate del Dolby includono i tipi C (inventato nel 1980) ed S, sebbene il sistema B sia l'unico standard supportato sulla maggior parte dei riproduttori da automobile ad alta fedeltà. Alcuni apparecchi possedevano microprocessori programmati per impostare automaticamente il bias del nastro. Nel 1982, in collaborazione con i Dolby Laboratories, la Bang & Olufsen sviluppò un sistema che fu chiamato HX-Pro per adattare dinamicamente il bias in funzione della frequenza da registrare, usato in molti apparecchi di fascia alta.
Negli anni successivi comparve la funzione "auto-reverse", che permetteva di riprodurre (e talvolta di registrare) su entrambi i lati della cassetta senza che fosse necessario rimuoverla, capovolgerla e reinserirla manualmente. Nei primi apparecchi dotati di auto-reverse, ed anche in molti apparecchi economici odierni, questo meccanismo è implementato con una testina bidirezionale che può riprodurre tutte e quattro le tracce presenti sul nastro (canali destro e sinistro del lato A, e canali destro e sinistro del lato B); di queste, solo due per volta erano effettivamente collegate all'impianto elettronico. Per quanto riguarda invece lo scorrimento del nastro, gli apparecchi sono forniti di due capstan e due rulli pressori, uno per ciascuna direzione. È comunque difficile allineare correttamente una testina bidirezionale per entrambe le direzioni. In molti degli apparecchi più costosi il meccanismo di auto-reverse opera sbloccando la testina, ruotandola di 180° e bloccandola nuovamente, fornendo le guide di allineamento per entrambe le direzioni. In un apparecchio Nakamichi, invece, lo scopo fu raggiunto con un meccanismo che estraeva la cassetta dal vano, la capovolgeva e la reinseriva. Gli apparecchi dotati di auto-reverse conobbero una maggior diffusione, poiché eliminavano la necessità di estrarre la cassetta manualmente per capovolgerla; tale caratteristica divenne poi uno standard per le autoradio installate in fabbrica.

### Il declino

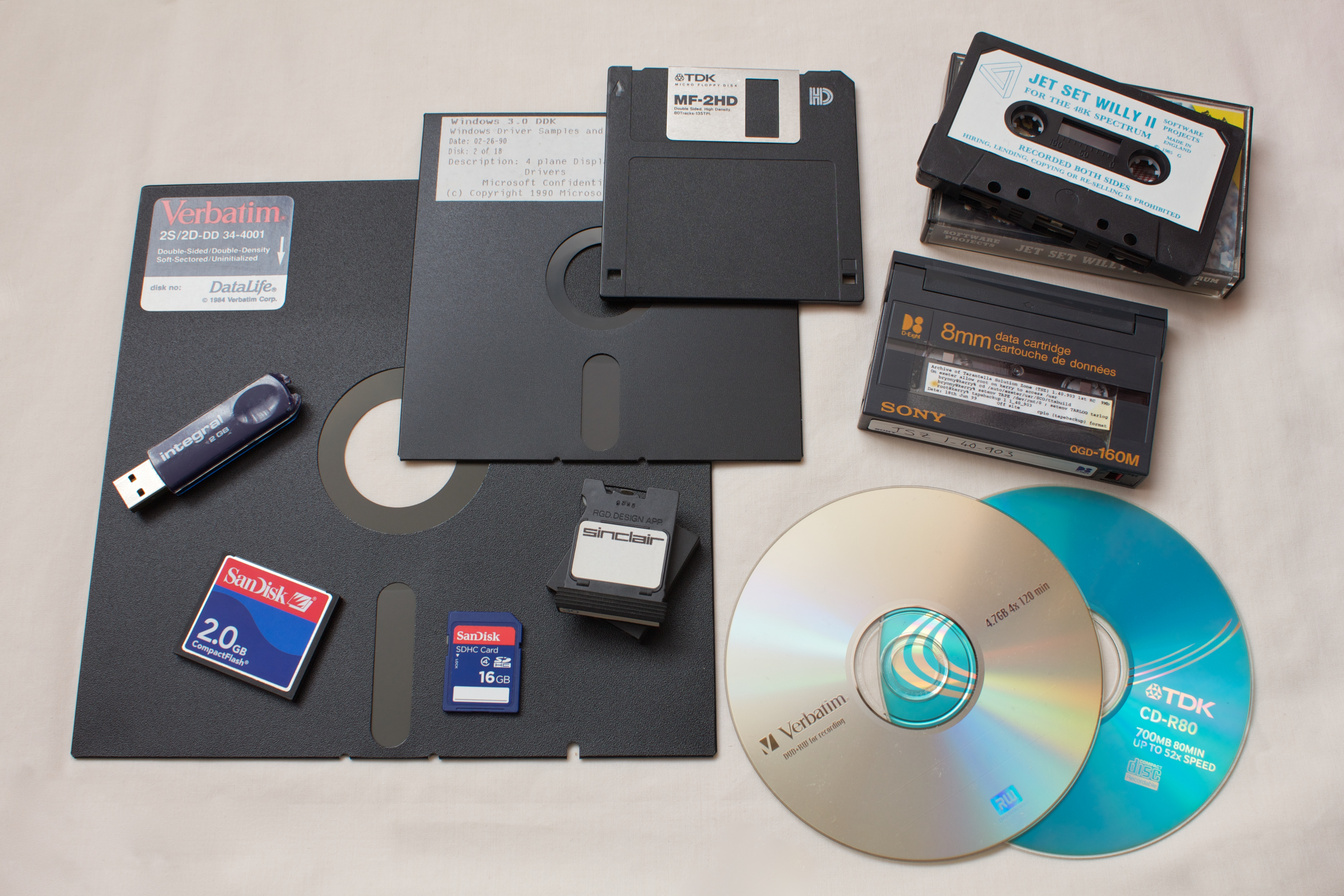
I diversi supporti di memorizzazione in 40 anni di storia.

Le cassette analogiche cominciarono il loro declino con la diffusione dell'uso di massa del compact disc a partire dagli anni 2000, (nonostante questo formato sia comparso nei primi anni '80 quando le audiocassette erano tutt'altro che in disuso) e di altre tecnologie digitali di registrazione quali Digital Audio Tape (DAT) e MiniDisc. La Philips promosse nel 1992 la Digital Compact Cassette (DCC), una versione digitale della musicassetta, caratterizzata dalla compatibilità in lettura con le audiocassette classiche, ma che fallì nel guadagnare una significativa quota di mercato e la produzione cessò abbastanza presto.
La TDK, la Sony, la Maxell e la Basf (con il marchio Emtec a partire dal 2000) sono tra le compagnie che hanno prodotto musicassette fino al 2012, mentre ad oggi esiste ancora qualche produttore che fabbrica musicassette in piccole quantità per usi professionali e per nicchie di mercato.
I computer possono facilmente produrre copie di interi CD o convertire tracce in MP3 o altri formati per essere ascoltate su dispositivi digitali portatili quali il popolare iPod; ciò ha permesso la copia e la distribuzione delle tracce audio in maniera più agevole rispetto al passato, in cui l'unica possibilità di copiare una traccia sonora in maniera semplice era quella di trasferirla su una musicassetta.
Nonostante il declino nella produzione di registratori a cassette, questi apparecchi godono ancora di reputazione ed utilizzo; in particolare da alcuni audiofili che ritengono che la tecnologia delle piastre a cassette e dei giradischi, a causa della loro natura analogica, fornisca registrazioni di qualità superiore alle attuali tecnologie digitali, quali il CD-R e il DAT.

## Funzionamento
Il nastro viene raccolto su due bobine; rispetto al lato che si ascolta (o si registra), la bobina di destra è dedicata al riavvolgimento del nastro, mentre quella di sinistra contiene il nastro da svolgere. Una volta che la musicassetta viene inserita in un apparecchio, il nastro scorre su una testina, che viene a contatto con il nastro grazie a un'apertura centrale sul lato inferiore della cassetta. La testina riceve il segnale magnetico impresso sul nastro e lo converte in un segnale elettrico che darà origine al suono. Un'altra testina permette la registrazione del suono sul nastro attraverso un'altra apertura, posta più a sinistra (anche se alcuni modelli usano l'apertura centrale sia per la registrazione che per la riproduzione); in questo modo, un nastro può essere registrato e, subito dopo, riprodotto.

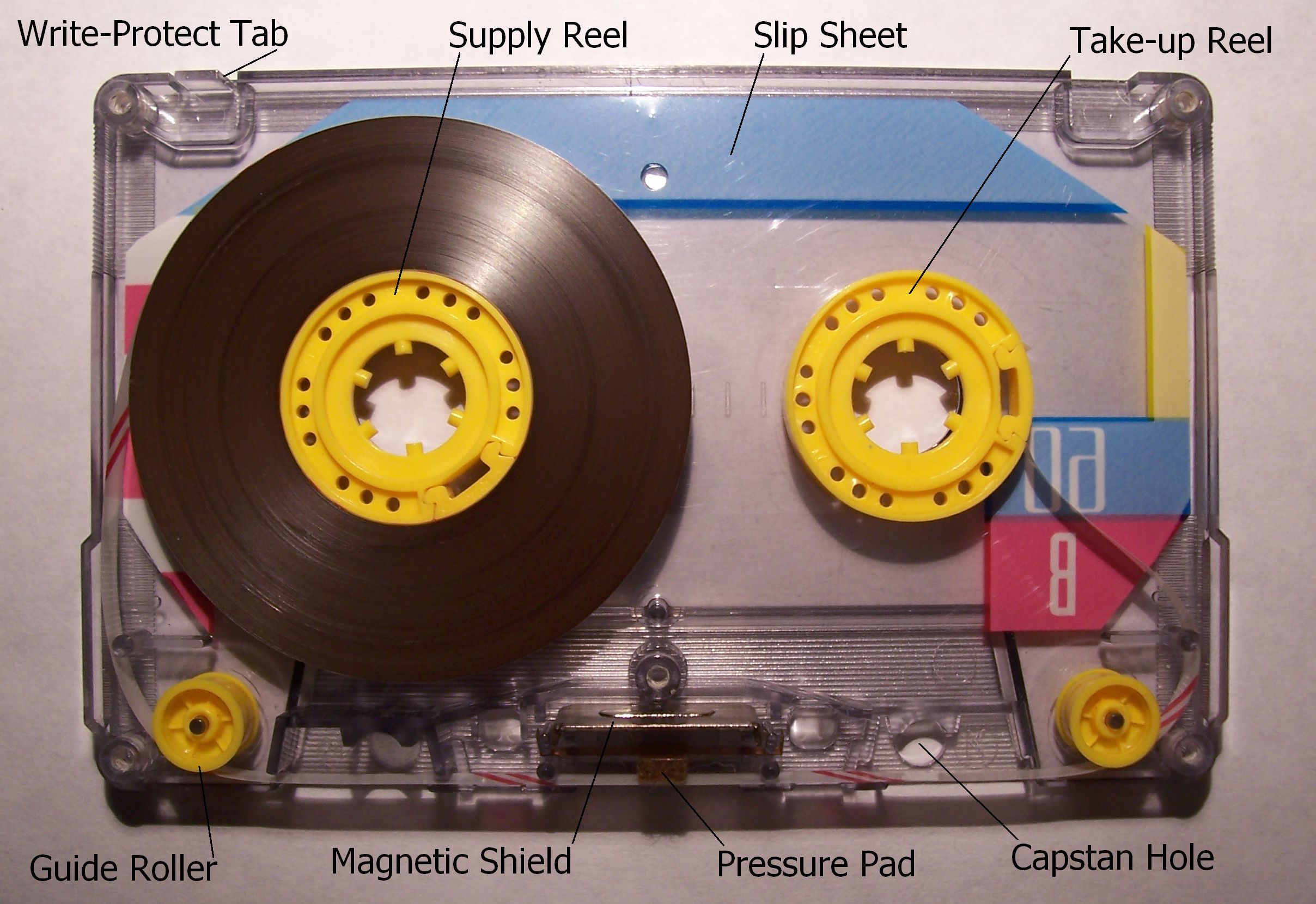
Struttura interna di una musicassetta.

Il trascinamento del nastro avviene a una velocità costante di 4,76 cm/s (1 + 7/8 pollici al secondo), grazie alla rotazione di un piedino metallico, che è denominato capstan, che viene a contatto con il nastro grazie a un foro trasversale sulla cassetta in cui il capstan va ad entrare in un modo molto aderente. L'aderenza tra il capstan e il nastro è assicurata da un rullo pressore, ricoperto di gomma, che assicura il trascinamento e che va a premere il nastro sul capstan grazie ad un'apertura posta sulla destra del lato inferiore della cassetta. Il suo rullo pressore è parte integrante del riproduttore, a differenza di quanto avviene nel formato Stereo-8, in cui il rullo è parte integrante della cassetta. Inizialmente il cambio dal lato "A" al lato "B" avveniva manualmente, estraendo la cassetta dal lettore e capovolgendola. In seguito si diffusero riproduttori con doppia testina, in grado di invertire automaticamente la direzione di scorrimento e di lettura del nastro alla fine della riproduzione di ciascun lato (funzione di autoreverse). Le piste registrate e/o riprodotte per il lato A si trovano dalla parte opposta rispetto a quello che viene mostrato come lato A durante l'uso della cassetta; di conseguenza, quando l'utente riproduce il contenuto inciso su una facciata, la testina legge le piste rivolte verso l'interno dell'apparecchio; lo stesso vale in fase di registrazione.
Ad assicurare l'allineamento del nastro con il sistema di testine, capstan e rullo pressore, esistono apposite guide; due di queste si trovano direttamente nella cassetta, alle estremità del lato inferiore, mentre due guide fanno parte dell'apparecchio e vanno ad inserirsi in altrettanti fori trasversali situati sulla musicassetta. Il riavvolgimento del nastro avviene per mezzo del piatto di destra, il quale è frizionato, per far sì che il nastro non venga danneggiato né riavvolto velocemente se il rullo pressore è danneggiato; l'altro piatto, quello di sinistra, è invece dotato di un freno, in modo che il nastro sia sempre teso. Questi due piatti vengono inoltre usati per lo scorrimento veloce: quello di destra, in particolare, viene azionato a velocità elevata per lo scorrimento in avanti, quello di sinistra per lo scorrimento all'indietro. Nei lettori più economici, il piatto di sinistra può mancare, venendo sostituito da un semplice piedino avente la funzione di sostegno: in questo caso, a fare da freno alla bobina di destra è la forza d'attrito tra il piedino e la parte centrale della bobina stessa. Poiché in tali lettori manca il piatto di sinistra, la funzione di scorrimento veloce all'indietro è assente.
Il nastro, generalmente, possiede quattro piste longitudinali in cui viene registrato il suono, due per lato; per ciascuna facciata, abbiamo una pista per il canale sinistro ed una per il canale destro (che si fondono in un'unica pista per le registrazioni monofoniche). Le testine (sia di registrazione che di riproduzione), generalmente, sono fatte in modo da leggere o scrivere solo le piste che si trovano su un determinato lato, rendendo così necessaria la rotazione della cassetta o della testina per leggere le tracce dell'altro lato; i primi apparecchi dotati di autoreverse, invece, possedevano testine fisse che consistono in pratica in una doppia testina di lettura, una per ciascun lato. Alcuni sistemi professionali usano testine in grado di registrare e riprodurre più di due piste audio sullo stesso lato.

## Riduzione dei rumori e fedeltà

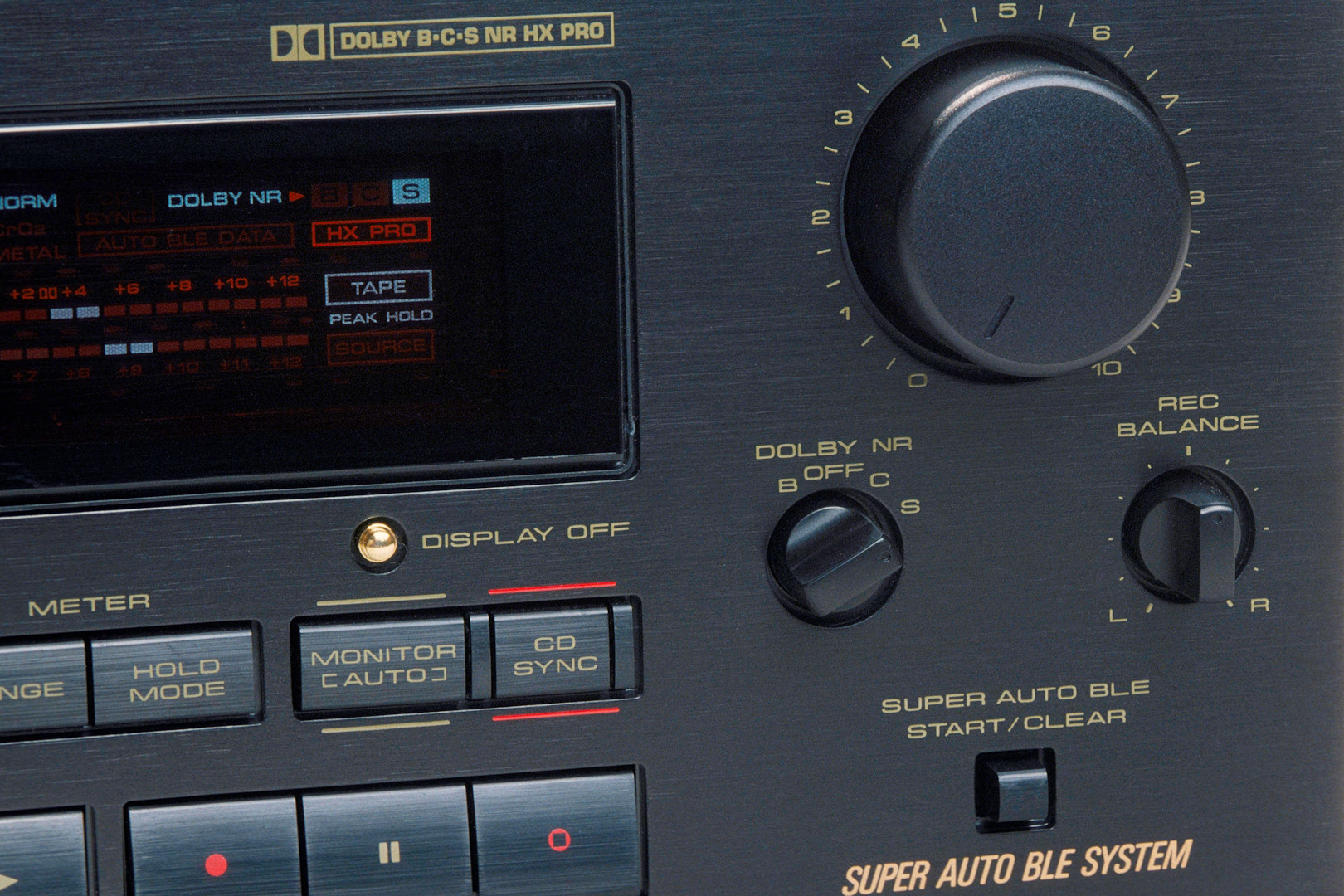
Pioneer CT-900S con il selettore Dolby B, C ed S.

Diversi schemi di riduzione del rumore sono stati usati per aumentare il livello di fedeltà, e tra questi il Dolby B è quello adottato in maniera quasi universale sia per i nastri pre-registrati che per le registrazioni casalinghe. Il Dolby B fu progettato per risolvere il problema del fruscio, e con l'aiuto delle migliorie nella composizione chimica del nastro contribuì a far accettare la cassetta come mezzo di alta fedeltà. In seguito gli apparecchi inclusero procedure automatiche di identificazione del tipo di nastro, attraverso l'introduzione di appositi fori sulla superficie superiore delle stesse cassette. Allo stesso tempo, il Dolby B garantiva prestazioni accettabili per le riproduzioni su apparecchi privi di circuiteria Dolby, dimostrando che non c'era ragione di non usarlo qualora fosse stato disponibile.
La principale alternativa al Dolby era il sistema di riduzione del rumore DBX, che faceva ottenere un elevato rapporto segnale/rumore, ma che risultava inascoltabile su apparecchi non dotati di circuiteria per la decodifica DBX. La Philips sviluppò un sistema alternativo di riduzione del rumore, il Dynamic Noise Limiter (DNL), che non richiedeva una apposita rielaborazione del segnale in fase di registrazione sul nastro; questo sistema è alla base del metodo di riduzione del rumore DNR.
In seguito, la Dolby introdusse i sistemi di riduzione del rumore Dolby C e Dolby S, che raggiunsero alti livelli di riduzione del rumore; il Dolby C divenne molto usato negli apparecchi ad alta fedeltà, mentre il Dolby S, lanciato quando già la vendita delle cassette aveva cominciato a diminuire, non raggiunse mai una diffusione notevole; fu utilizzato solo negli apparecchi di fascia più alta, come ad esempio quelli a tre testine.
Il sistema Dolby HX Pro fu un'altra invenzione della Dolby che garantiva una migliore risposta alle alte frequenze attraverso la riduzione del bias del nastro non udibile durante la registrazione di suoni potenti ad alta frequenza, che di per sé producevano un certo livello di bias. Sviluppato da Bang & Olufsen, non richiedeva un circuito di decodifica per la riproduzione.
Altri perfezionamenti per migliorare la performance delle cassette furono i sistemi DYNEQ della Tandberg, ADRES della Toshiba e Hi-Com della Telefunken, e, su alcuni apparecchi di fascia alta, registrazione automatica del bias, controllo fine del tono e, talvolta, dell'azimut delle testine.
Verso la fine degli anni ottanta, grazie ai miglioramenti dell'elettronica, del materiale del nastro e delle tecniche di fabbricazione, ed anche alle migliorie nella precisione della parte plastica della cassetta, delle testine e del trasporto meccanico, la fedeltà del suono sugli apparecchi dei produttori di vertice sorpassò i livelli attesi inizialmente. Sugli apparecchi audio adeguati, le cassette potevano garantire un ascolto molto piacevole. I migliori riproduttori casalinghi potevano raggiungere una risposta in frequenza tra i 20 Hz e i 20 kHz con wow and flutter inferiore allo 0,05%, e rapporto segnale/rumore di 70 dB col sistema Dolby C, inferiore a 80 dB con il Dolby S e di 90 dB con il DBX. Molti ascoltatori occasionali non percepivano la differenza tra la cassetta e il compact disc.
Dall'inizio degli anni '80, la fedeltà delle cassette preregistrate cominciò ad aumentare notevolmente. Mentre il Dolby-B era già largamente usato negli anni '70, i nastri preregistrati venivano duplicati su nastri di bassa qualità a velocità elevate, sì da non reggere il confronto con gli LP. Comunque, sistemi come l'XDR, contemporaneamente all'adozione di nastri di qualità superiore (come quelli al CrO2, sebbene registrati in maniera tale da essere riprodotti come nastri di tipo I, con un bias di 120 µs), e all'uso frequente della tecnologia Dolby HX Pro, fecero diventare le cassette un'alternativa ad alta fedeltà percorribile, che risultava più facilmente trasportabile e richiedeva una manutenzione minore rispetto ai dischi in vinile.
In aggiunta, la cover art, che generalmente era fino ad ora stata relegata alla creazione di una singola immagine della copertina degli LP con poche linee di testo, cominciò ad essere elaborata su misura per le cassette, con l'inserimento nelle custodie di fogli ripiegati o libretti contenenti i testi delle canzoni e di copertine ripiegate, che divennero presto di uso comune.
Negli anni '80 alcune compagnie, come la Mobile Fidelity, produssero cassette "audiofile", registrate su nastri di alto livello e duplicate in tempo reale a partire da un master digitale di prima generazione tramite attrezzature di prim'ordine. Diversamente dai vinili audiofili, che continuano ad avere un seguito di appassionati, le cassette audiofile furono messe da parte una volta che il compact disc conobbe una larga diffusione.

## Uso in auto

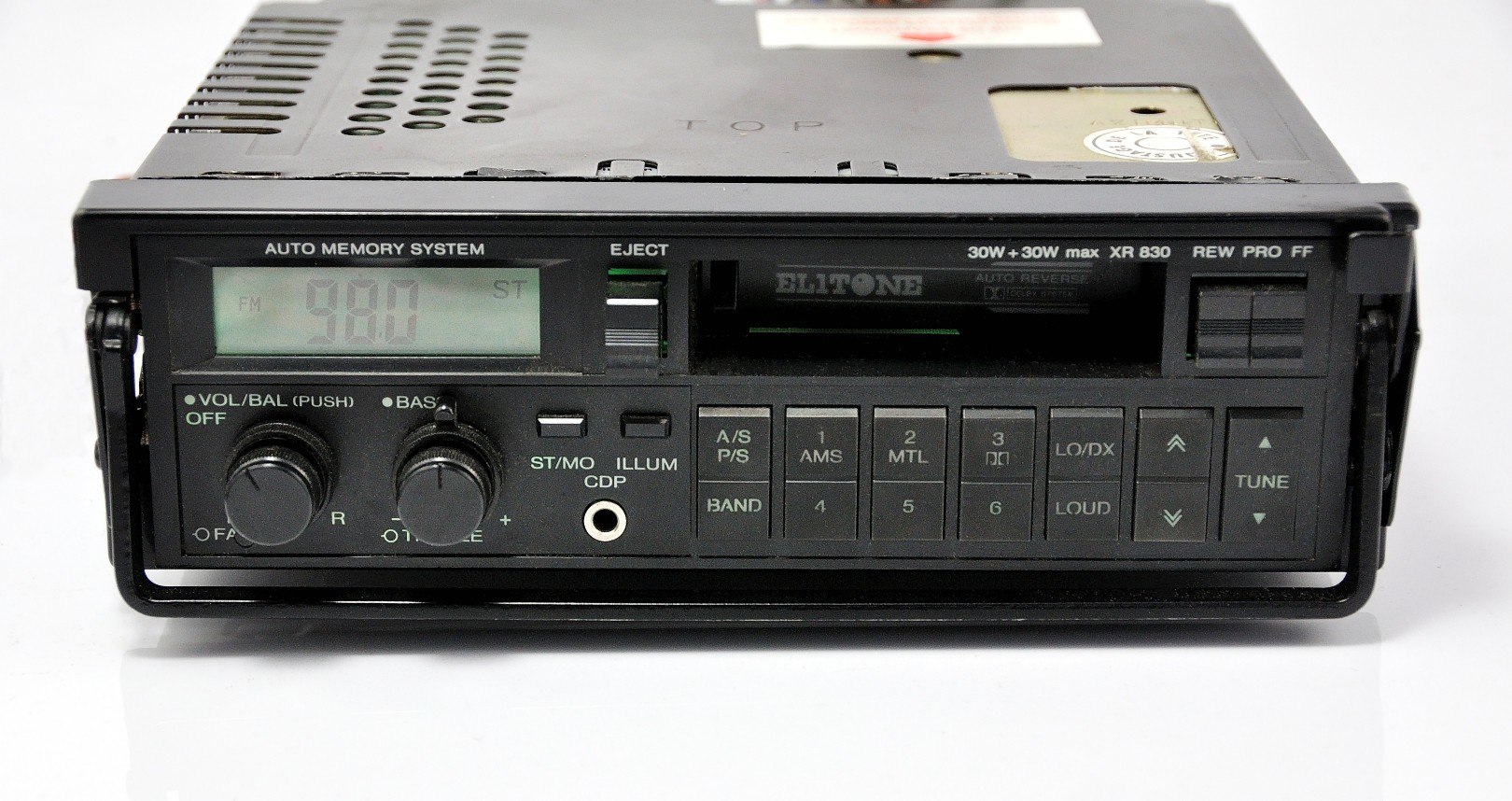
Un'autoradio con lettore di cassette dotato di auto-reverse.

Un elemento chiave del successo del registratore fu il suo uso nelle autoradio, grazie alle dimensioni della musicassetta, più piccola di una cartuccia dello Stereo 8. I registratori furono spesso integrati con delle radio, e l'insieme dei due apparecchi è stato denominato anche "stereo". I mangianastri per auto furono i primi a dotarsi di "auto-reverse", un dispositivo che permette, una volta terminata la riproduzione di un lato, di ascoltare l'altra parte del nastro senza dover estrarre la cassetta per girarla invertendo il senso di rotazione del nastro e ruotando la testina. In questo modo era possibile ascoltare un nastro senza interromperne mai la riproduzione. Dopo poco tempo anche alcuni registratori domestici si dotarono di questa caratteristica.
Ad oggi sono stati inventati anche nuovi dispositivi, denominati adattatori, che permettono l'ascolto, con un mangianastri, di supporti audio di tipo diverso (CD, MP3), utili in particolare in auto.

## Manutenzione
L'apparecchiatura di un registratore necessita di una manutenzione regolare, poiché il nastro a cassetta è un mezzo magnetico che viene a contatto fisico con la testina e con altre parti metalliche del meccanismo riproduttore/registratore. Senza tale manutenzione, la risposta in alta frequenza dell'apparecchiatura del registratore sarà meno soddisfacente.

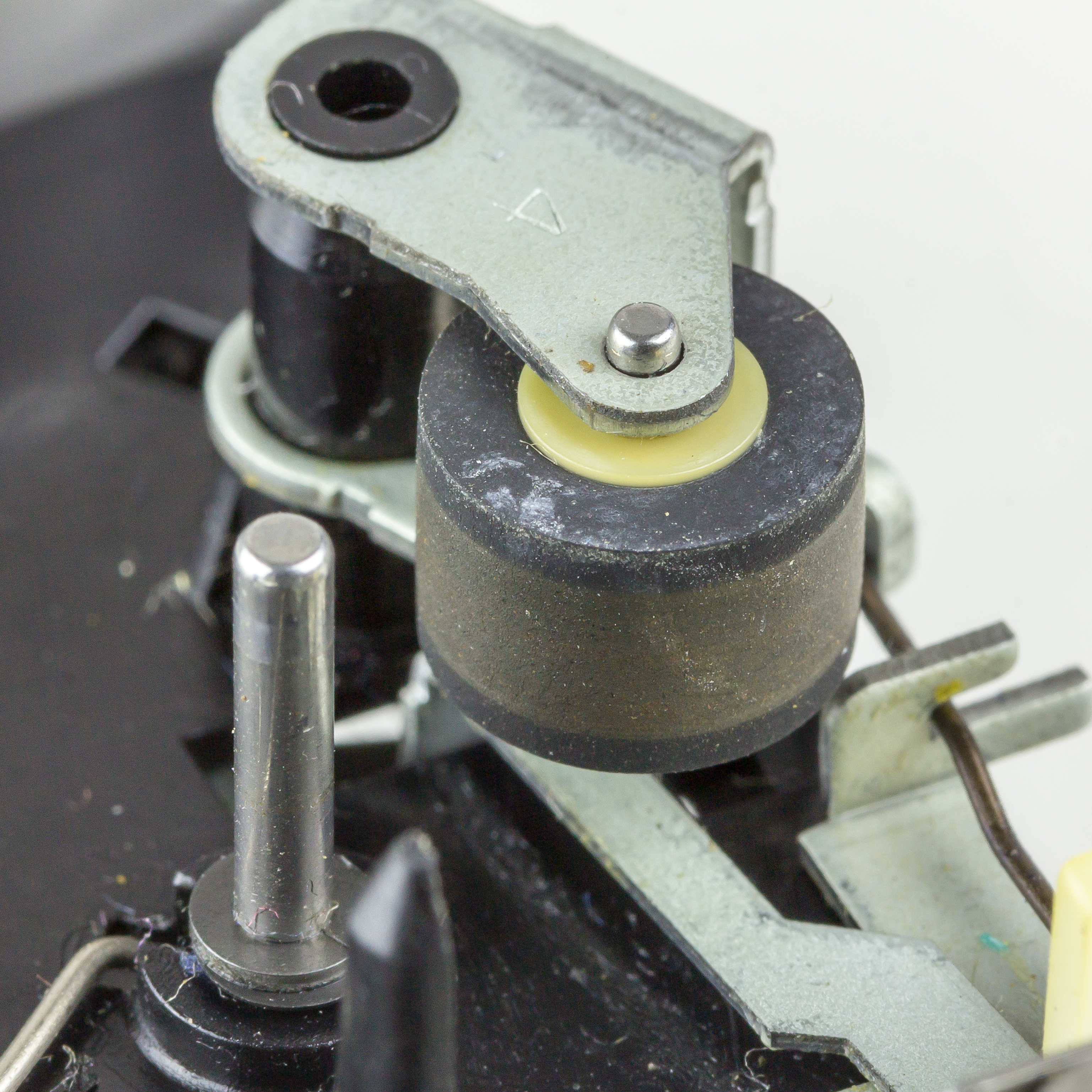
Il capstan e il rullo pressore con dei residui di ossido di ferro del nastro.

Un problema insorge quando particelle di ossido di ferro (o simili) già presenti sul nastro si depositano sulla testina destinata alla lettura (o anche su quella per la registrazione). Perciò, le testine richiederanno occasionalmente di essere ripulite. Il capstan ed il rullo pressore di gomma possono essere anch'essi sporcati con queste particelle, venendo dunque a causare un trascinamento irregolare del nastro sulle testine; ciò a sua volta può comportare un disallineamentro del nastro sopra la testina con conseguente variazione dell'angolo di azimut rispetto al traferro, anomalia che si traduce in un degrado di chiarezza nella riproduzione dei toni alti, come se la testina stessa fosse non allineata.
Inoltre, le testine ed altri componenti metallici nel percorso di nastro (quali il capstan e le guide) potrebbero venire magnetizzati e richiedere così la smagnetizzazione. Esistono in commercio appositi smagnetizzatori elettronici e kit di pulizia, questi ultimi sia a secco (nastro pulitore) che a umido (feltri e liquido); alcuni di essi hanno la forma di una musicassetta e come tali vanno utilizzati, seguendo le istruzioni allegate ad essi. Un metodo più accurato prevede invece l'uso di un bastoncino cotonato imbevuto di un liquido per la pulizia manuale delle singole componenti; tale liquido può essere l'alcool isopropilico, comunemente usato per pulire le testine del nastro e gli altri componenti, ad eccezione del rullo pressore, che con l'alcool tende ad indurirsi; in questo caso può andar bene l'acqua o, meglio ancora, l'uso di prodotti specifici validi anche per la pulizia delle altre componenti.